# جيروين فان دير ليست
جيروين فان دير ليست (بالهولندية: Jeroen van der List) مواليد 9 ديسمبر 1989 في جنوب هولندا، هو لاعب كرة سلة هولندي. بدأ مسيرته الاحترافية في سنة 2009. يبلغ طوله 7 قدم 0 بوصة (2.1 م). لعب مع نادي دين بوش لكرة السلة ونادي دن هيلدر لكرة السلة.

## الإنجازات
- الدوري الهولندي لكرة السلة: 2011–12

## روابط خارجية
- جيروين فان دير ليست على موقع كرة السلة الأوروبية.كوم (الإنجليزية)
- جيروين فان دير ليست على موقع ريلجم (الإنجليزية)
- جيروين فان دير ليست على موقع بروبوليرز (الإنجليزية)